# Романівка (Сокальська міська громада)
Рома́нівка —  село в Україні, в Шептицькому районі Львівської області. Населення становить 410 осіб.